# قانون وطني
القانون الوطني هو القانون القومي أو المحلي أو الداخلي في دولة ذات سيادة ومحددة، ويقابله القانون الدولي. ويشتمل القانون الوطني ليس فقط القانون على المستوى القومي، بل كذلك القانون على مستوى الدولة، والمقاطعات، والأقاليم، والمناطق، وكذلك المستوى المحلي.  ورغم أن هذه القوانين يمكن أن تكون فئات مميزة، فيما يتعلق بقانون الدولة، فلا يهتم القانون الدولي بشكل كبير بهذا التميز، ويتعامل معها على أنها واحدة.  وبنفس الطريقة، لا يميز القانون الدولي بين القانون العادي للدولة والقانون التشريعي لها.
البند 27 من اتفاقية فيينا حول قانون المعاهدات ينص على أنه في حالة وجود أي تعارض بين اتفاقية دولية والقانون الوطني للدولة (بما في ذلك دستور الدولة)، تكون الدولة ملزمة بالوفاء بالتزاماتها بموجب الاتفاقية.  الاستثناء الوحيد لهذه القاعدة موجود في البند 46 لاتفاقية فيينا، حيث يكون تعبير الدولة عن موافقتها المقيدة باتفاقية ما دليلاً على انتهاك «قاعدة من قواعد القانون الداخلي ذات الأهمية الكبرى بها».